# Кездур
Кезду́р (рос. Кездур) — присілок в Кезькому районі Удмуртії, Росія.
Населення — 128 осіб (2010; 135 в 2002).
Національний склад станом на 2002 рік:
- удмурти — 87 %

Урбаноніми:
- вулиці — Азіна, Нова, Трактова, Центральна